# Can’t Stop the Feeling!
Can’t Stop the Feeling! ist ein von Justin Timberlake interpretiertes Lied aus dem Jahr 2016. Es wurde von Max Martin, Shellback und Justin Timberlake geschrieben und produziert. Das Lied ist Teil des Soundtracks zum Film Trolls. Das Lied erschien am 6. Mai 2016 vorab als Single und wurde am 23. September 2016 als Teil des Soundtracks zum Film Trolls veröffentlicht.

## Hintergrund
Das Lied ist Teil eines Soundtracks zum Film Trolls, der am 23. September 2016 veröffentlicht wurde. Justin Timberlake fungierte als Produzent dieses Soundtracks, sang zudem einige der Songs ein und war hierbei auch als Texter von dreien der Lieder verantwortlich, so auch von Can’t Stop the Feeling! Am 6. Mai 2016 wurde das von Timberlake gesungene Lied vorab veröffentlicht.
Es handelt sich hierbei um die erste Single, die Timberlake nach mehr als zwei Jahren veröffentlicht hatte, nachdem zuletzt 2014 das Lied Not a Bad Thing erschienen war, das dem Album The 20/20 Experience – 2 of 2 entnommen wurde. Hiernach hatte der Sänger angekündigt, mehr Zeit mit seiner Frau und der Familienplanung verbringen zu wollen, und schließlich wurde im April 2015 Silas Randall, der erste gemeinsame Sohn von Timberlake und Jessica Biel, geboren. Nach eigenen Aussagen hatte Timberlake während der Aufnahmen des Albums viele Inspirationen für neue Lieder erhalten und gab später bekannt, er arbeite bereits an einem neuen Album.

## Weltpremiere
Timberlake hatte das Lied Can’t Stop the Feeling! eine Woche nach der Vorabveröffentlichung bei einem Auftritt im Rahmen des Eurovision Song Contest 2016 erstmals live aufgeführt. Timberlake war zu dieser Zeit für die Vorstellung des Films Trolls in Europa unterwegs.

## Musikvideo
Nachdem zuvor bereits ein inoffizielles Video gezeigt worden war, wurde etwa zeitgleich zur Weltpremiere ein offizielles Video zum Lied veröffentlicht. Timberlake bewegt sich hierin durch prototypisch amerikanische Landschaften, und Menschenscharen, von den Gästen eines Diners über Besucher eines Barber Shops bis hin zu Angestellten eines Supermarktes, tanzen; letztlich gemeinsam mit dem Sänger.

## Rezeption
Zwar wurde nach Timberlakes Auftritt beim Eurovision Song Contest 2016 kritisiert, er habe das Lied zu glatt und seelenlos dargeboten, dennoch avancierte das Lied schnell zum Sommerhit-Anwärter 2016. So meinte Kristopher Tapley von Variety, das Lied entwickle sich sicher zum Ohrwurm des Sommers und brachte Timberlake und den Song gleichzeitig als mögliche Oscar-Kandidaten ins Gespräch.
Im Rahmen der Hollywood Music In Media Awards 2016 wurde Can’t Stop the Feeling! in der Kategorie Bester Song eines Animationsfilms ausgezeichnet. Im Rahmen der Hollywood Film Awards wurde Timberlake im Oktober 2016 für Can’t Stop the Feeling! mit dem Hollywood Song Award ausgezeichnet. Im November 2016 wurde Timberlake im Rahmen der People’s Choice Awards 2017 nominiert und im gleichen Monat erhielt Can’t Stop the Feeling! eine Nominierung als Bester Song im Rahmen der Critics’ Choice Movie Awards. Im Dezember 2016 wurde das Lied im Rahmen der Golden Globe Awards 2017 als Bester Filmsong nominiert. Das Lied wurde im Dezember 2016 als Anwärter bei der Oscarverleihung 2017 in der Kategorie Bester Filmsong in die Kandidatenliste (Longlist) aufgenommen, aus denen die Mitglieder der Akademie die offiziellen Nominierungen bestimmten. Am 24. Januar 2017 erfolgte eine offizielle Nominierung in dieser Kategorie. Im Rahmen der Verleihungszeremonie hatte Timberlake Can’t Stop the Feeling! live gesungen. Im Rahmen der Grammy Awards 2017 wurde Can’t Stop the Feeling! als Bester Song geschrieben für visuelle Medien ausgezeichnet. Bei den iHeartRadio Music Awards 2017 wurde Can’t Stop the Feeling! als Song of the Year nominiert. Timberlake erhielt für das Lied und das zugehörige Musikvideo zudem Nominierungen in den Kategorien Best Song from a Movie – Socially Voted und Best Music Video – Socially Voted. Anfang 2017 erhielt Can't Stop the Feeling! Nominierungen als Lieblingssong und als Lieblingsmusikvideo im Rahmen der Kids’ Choice Awards.

## Kommerzieller Erfolg

### Chartplatzierungen
Das Lied erreichte auf Anhieb die Spitze der iTunes-Charts und konnte sich darüber hinaus in 27 Ländern auf Platz eins der dortigen iTunes-Charts halten. In mehreren Ländern erreichte das Lied Platz 1 der Single-Charts, so in Deutschland, den USA, Kanada, Frankreich, Schweden, der Schweiz und in Israel.
Der Song befand sich sechs Wochen auf Platz eins der Charts für Downloads und hielt sich von Timberlakes bisherigen Singles dort damit am längsten, wobei das Lied auch SexyBack von 2006 einholte. Auch bei der im Radio gespielten Musik erreichte das Lied einen Rekord und war drei Wochen lang das am meisten gehörte Lied und eine Woche lang der am häufigsten gespielte Song von Timberlake überhaupt. Auch in den US-amerikanischen Pop-Charts konnte sich das Lied über mehrere Wochen hinweg halten. Der Song landete in Deutschland auf Platz 10 und in den USA auf Platz 9 der Singlecharts des Jahres 2016. Darüber hinaus platzierte sich die Single acht Wochen an der Spitzenposition der deutschen Airplaycharts, solange wie keine andere im Kalenderjahr 2016. Am Ende des Jahres belegte Can’t Stop the Feeling! den zweiten Rang in den Airplay-Jahrescharts.
| ChartsChartplatzierungen       | Höchstplatzierung | Wochen |
| ------------------------------ | ----------------- | ------ |
| Deutschland (GfK)              | 12 (15 Wo.)       | 15     |
| Österreich (Ö3)                | 5 (15 Wo.)        | 15     |
| Schweiz (IFPI)                 | 8 (30 Wo.)        | 30     |
| Vereinigte Staaten (Billboard) | 1 (28 Wo.)        | 28     |
| Vereinigtes Königreich (OCC)   | 2 (27 Wo.)        | 27     |

| ChartsJahrescharts (2016)      | Platzierung |
| ------------------------------ | ----------- |
| Deutschland (GfK)              | 10          |
| Österreich (Ö3)                | 8           |
| Schweiz (IFPI)                 | 12          |
| Vereinigte Staaten (Billboard) | 9           |
| Vereinigtes Königreich (OCC)   | 10          |

| ChartsJahrescharts (2017)      | Platzierung |
| ------------------------------ | ----------- |
| Schweiz (IFPI)                 | 64          |
| Vereinigte Staaten (Billboard) | 49          |
| Vereinigtes Königreich (OCC)   | 83          |

| ChartsJahrescharts (2010–2019) | Platzierung |
| ------------------------------ | ----------- |
| Österreich (Ö3)                | 77          |
| Vereinigte Staaten (Billboard) | 82          |
| Vereinigtes Königreich (OCC)   | 28          |

### Auszeichnungen für Musikverkäufe
Im September 2022 erhielt Can’t Stop the Feeling! eine Diamantene Schallplatte für über eine Million verkaufte Einheiten in Deutschland. Das Lied zählt damit zu den meistverkauften Singles des Landes.
| Land/Region                  | Auszeichnungen für Musikverkäufe (Land/Region, Auszeichnung, Verkäufe) | Verkäufe   |
| ---------------------------- | ---------------------------------------------------------------------- | ---------- |
| Australien (ARIA)            | 11× Platin                                                             | 770.000    |
| Belgien (BRMA)               | 4× Platin                                                              | 120.000    |
| Brasilien (PMB)              | 3× Diamant                                                             | 750.000    |
| Dänemark (IFPI)              | 5× Platin                                                              | 450.000    |
| Deutschland (BVMI)           | Diamant                                                                | 1.000.000  |
| Frankreich (SNEP)            | Diamant                                                                | 233.333    |
| Italien (FIMI)               | 5× Platin                                                              | 250.000    |
| Kanada (MC)                  | Diamant                                                                | 800.000    |
| Mexiko (AMPROFON)            | 4× Platin                                                              | 240.000    |
| Neuseeland (RMNZ)            | 8× Platin                                                              | 240.000    |
| Österreich (IFPI)            | Platin                                                                 | 30.000     |
| Polen (ZPAV)                 | Diamant                                                                | 100.000    |
| Portugal (AFP)               | Platin                                                                 | 10.000     |
| Schweden (IFPI)              | 8× Platin                                                              | 320.000    |
| Schweiz (IFPI)               | 2× Platin                                                              | 60.000     |
| Spanien (Promusicae)         | 3× Platin                                                              | 120.000    |
| Südafrika (RISA)             | Gold                                                                   | 10.000     |
| Vereinigte Staaten (RIAA)    | 4× Platin                                                              | 4.000.000  |
| Vereinigtes Königreich (BPI) | 5× Platin                                                              | 3.000.000  |
| Insgesamt                    | 1× Gold · 62× Platin · 7× Diamant ·                                    | 12.503.333 |

Hauptartikel: Justin Timberlake/Auszeichnungen für Musikverkäufe

## Coverversionen
- 2017: DeSchoWieda unter dem Titel Locka (I hob so a Feeling) auf YouTube
- 2017: Die deutsche Band Nizzabeat veröffentlichte[49] eine Chillout Lounge Version des Titels.